# Lukáš Magera
Lukas Magera (n. 17 ianuarie 1983, Ostrava, Cehoslovacia, astăzi în Cehia) este un fotbalist ceh, care joacă pe post de atacant pentru echipa de fotbal FK Mladá Boleslav. A debutat la naționala Cehiei pe 5 iunie 2009 într-un meci amical împotriva Maltei.

## Titluri
- FC Baník Ostrava
- Cehia Gambrinus Liga 2003–2004